# Kawanishi E15K Shiun
E15K Shiun (яп. 紫雲 Сиун, «Фиолетовое облако») — скоростной гидроплан, одномоторный моноплан цельнометаллической конструкции с центральным поплавком.
Разработан в КБ Kawanishi. Первый полет прототипа состоялся 5 декабря 1941 года.
Запущен в малую серию в 1942 году под наименованием высокоскоростной разведывательный гидроплан «Сиун».
Кодовое имя союзников — «Норм» («Norm»).

## Тактико-технические характеристики
Приведённые ниже характеристики соответствуют модификации Е15К1:
Технические характеристики
- Экипаж: 2 человека
- Длина: 11,587 м
- Размах крыла: 14,0 м
- Высота: 4,95 м
- Площадь крыла: 30,0 м²
- Масса пустого: 3 165 кг
- Нормальная взлётная масса: 4 100 кг
- Максимальная взлётная масса: 4 900 кг
- Силовая установка: 1 × радиальный Mitsubishi Kasei 45
- Мощность двигателей: 1 × 1 850 л.с. (1 × 1 360 кВт)

Лётные характеристики
- Максимальная скорость: 460 км/ч
- Крейсерская скорость: 290 км/ч
- Практическая дальность: 3 320 км
- Практический потолок: 9 830 м
- Скороподъёмность: 10,0 м/с
- Нагрузка на крыло: 137 кг/м²
- Тяговооружённость: 332 Вт/кг

Вооружение
- Стрелково-пушечное: 1 × 7,7 мм пулемёт Тип-92, оборонительный, в задней кабине
- Бомбы: 2 × 60 кг